# Le Terroriste noir
Le Terroriste noir est une biographie romancée d'Addi Bâ, écrite par l'écrivain guinéen francophone Tierno Monénembo paru le 23 août 2012 aux éditions du Seuil.

## Historique du roman
Ce roman de Tierno Monénembo a été présélectionné dans la première liste de douze romans en lice pour le prix Goncourt 2012. Il reçoit finalement cette année-là le prix Erckmann-Chatrian et le Grand prix du roman métis puis en 2013 le Grand prix Palatine du roman historique et le prix Ahmadou-Kourouma.

## Résumé
En 1940, Addi Bâ, engagé volontaire depuis plus d'un an dans l'armée au sein du 12e régiment de tirailleurs sénégalais, erre dans les forêts des Vosges après la déroute de l'armée française. Parmi les derniers à combattre jusqu'au 19 juin sur la Meuse, le régiment est décimé. Capturé par les Allemands, puis évadé de Neufchâteau avec une poignée de tirailleurs qui se dispersent dans la nature, Addi Bâ, blessé, trouve refuge dans le village isolé de Romaincourt où petit à petit les habitants, après une première réticence et quelques frayeurs, tombent sous le charme et l'autorité calme d'un petit homme au charisme et à la détermination hors du commun. Addi Bâ est aussi un séducteur irrésistible sachant se faire accueillir partout et apprécier de tous et de toutes.
Enfant de l'ethnie peule né en 1916 en Guinée à Bomboli dans la région du Fouta-Djalon, Addi Bâ avait été confié vers l'âge de dix ans par son père à un percepteur blanc qui de retour chez lui à Langeais l'avait éduqué avant que ce dernier, devenu majeur, vienne à Paris. Motivé à continuer la lutte au nom de la France, il s'attache durant trois ans – toujours vêtu de son uniforme militaire – à créer avec Marcel Arburger le premier maquis des Vosges qui se rallie à De Gaulle fin 1940, accueille et forme durant plus de deux ans les jeunes fuyant le STO et passe à l'action à partir de 1943. À la suite d'une dénonciation et d'une trahison, les membres du maquis sont capturés par les Allemands qui montent une opération contre le réseau du « terroriste noir » et réussissent à mettre la main sur leur chef en juillet 1943. Blessé et torturé pendant des mois, Addi Bâ ne parlera pas et sera fusillé par la Gestapo à Épinal le 18 décembre 1943.
Germaine, une survivante de la période et amie du glorieux Guinéen, raconte à un neveu d'Addi Bâ, venu en France en 2003 pour recevoir à titre posthume les décorations militaires de son oncle que la République française lui confère enfin, l'histoire de ce héros méconnu de la résistance à l'Occupation allemande durant la Seconde Guerre mondiale adopté par toute une petite région comme l'un de ses fils.

## Éditions
- Éditions du Seuil, 2012. (ISBN 978-2-02-098669-4).
- Points, 2013.  (ISBN 978-2-7578-3600-2).

## Adaptation
- Nos patriotes, film adapté du roman, sorti en juin 2017.